# Coco Ho
Pour les articles homonymes, voir Ho.
Coco Ho est une surfeuse professionnelle américaine née le 28 avril 1991 à Honolulu, à Hawaï. Elle est la fille du surfeur Michael Ho (en) et la nièce de Derek Ho. Son frère Mason est également surfeur.

## Biographie
Pendant la première moitié de la saison 2008 WQS ASP, Coco n’obtient pas de résultats probants mais une deuxième place à l'US Open of Surfing (WQS 6 étoiles) a propulsé la jeune fille de 17 ans vers la qualification puis une finale au Brésil, suivi par une autre finale à Haleiwa ont permis à Coco récupérer la troisième place du 2008 WQS et de se qualifier pour l'ASP World Tour feminin 2009.

## Filmographie
Blue Crush, film américain de surf réalisé par John Stockwell, sorti en 2002 aux États-Unis et en juillet 2003 en France : Coco Ho y tient le rôle d'Anne-Marie jeune (Anne-Marie adulte étant jouée par Kate Bosworth).

## Palmarès et résultats

### Classements
| Année             | 2010 | 2011 | 2012 | 2013 | 2014 | 2015 |
| ----------------- | ---- | ---- | ---- | ---- | ---- | ---- |
| Qualifying Series | 5e   | 21e  | 49e  | 20e  | 2e   | 8e   |
| Championship Tour |      | 6e   | 9e   | 6e   | 12e  | 11e  |